# Dodecatheon hendersonii
Dodecatheon hendersonii là một loài thực vật có hoa trong họ Anh thảo. Loài này được A.Gray mô tả khoa học đầu tiên năm 1886.

## Hình ảnh

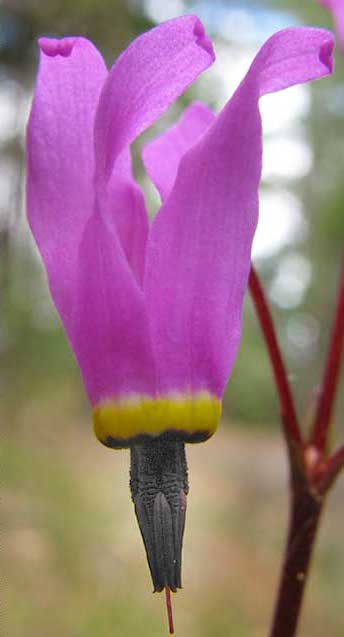
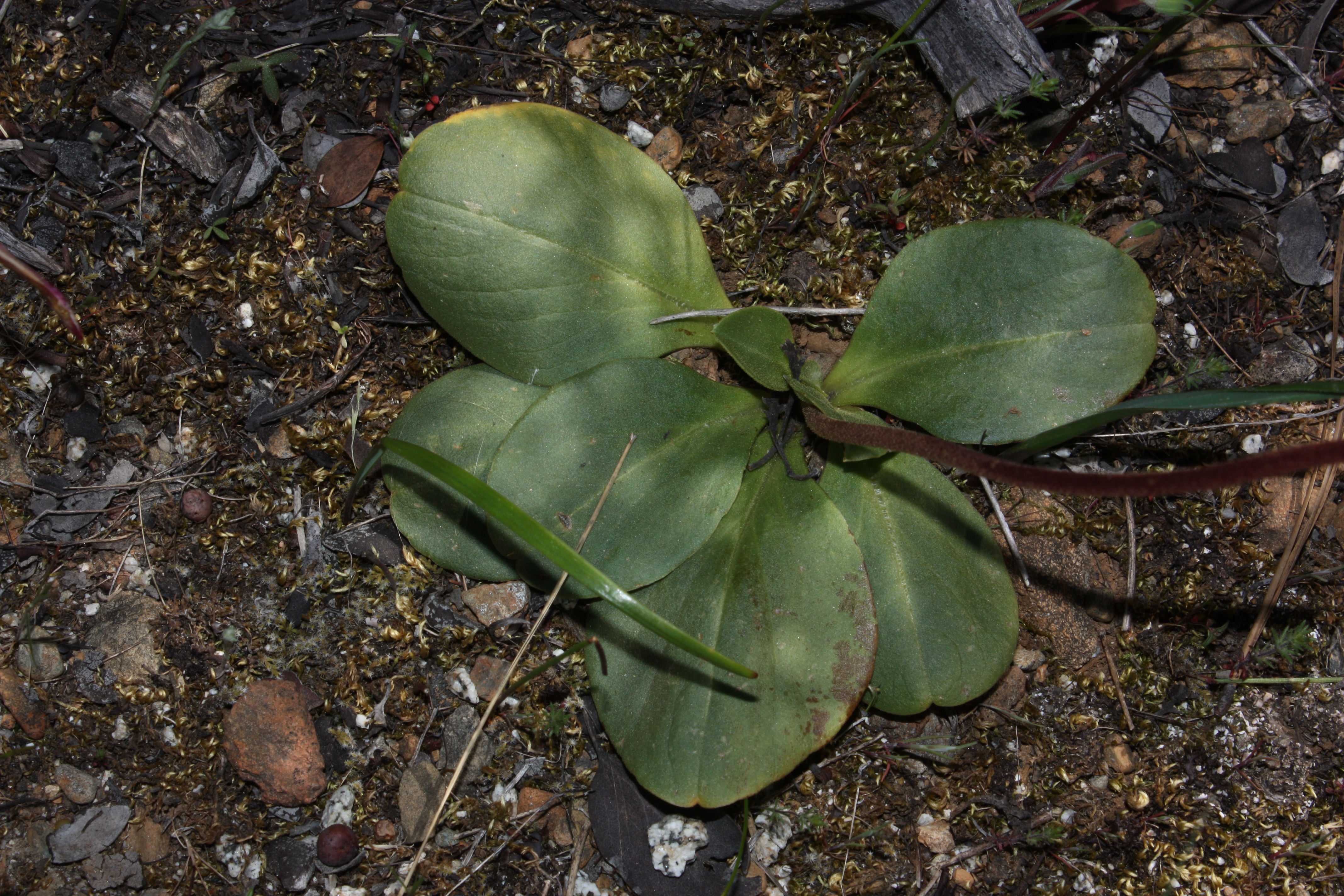
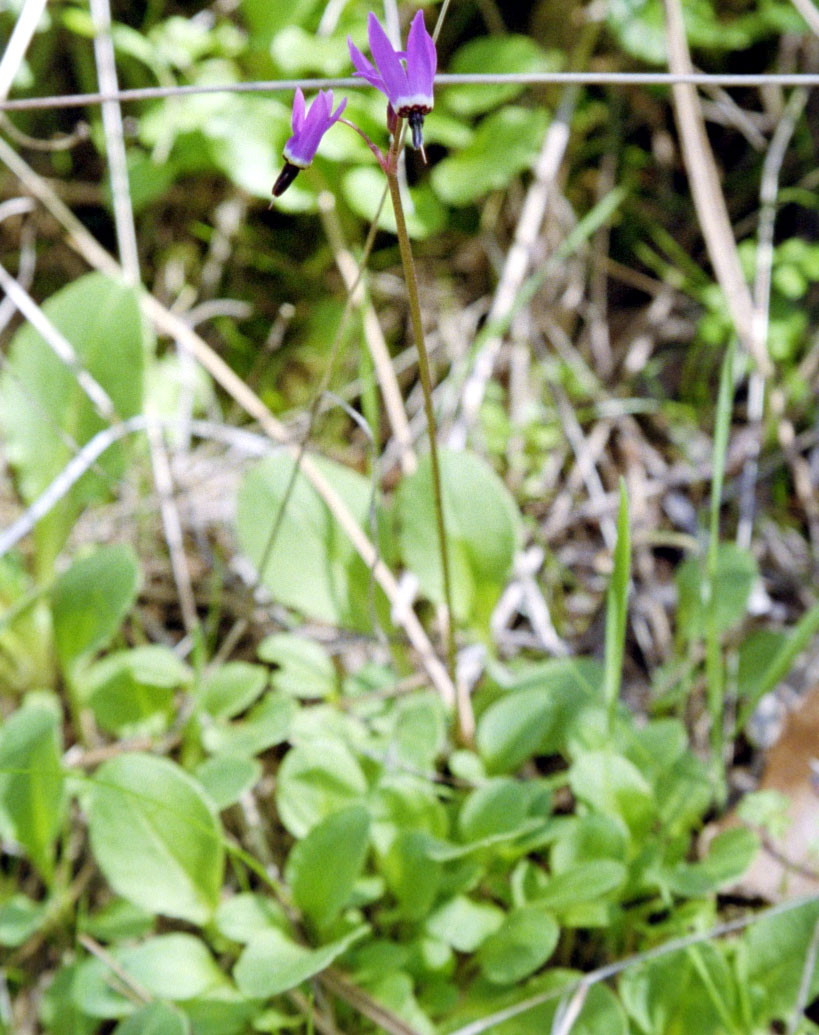
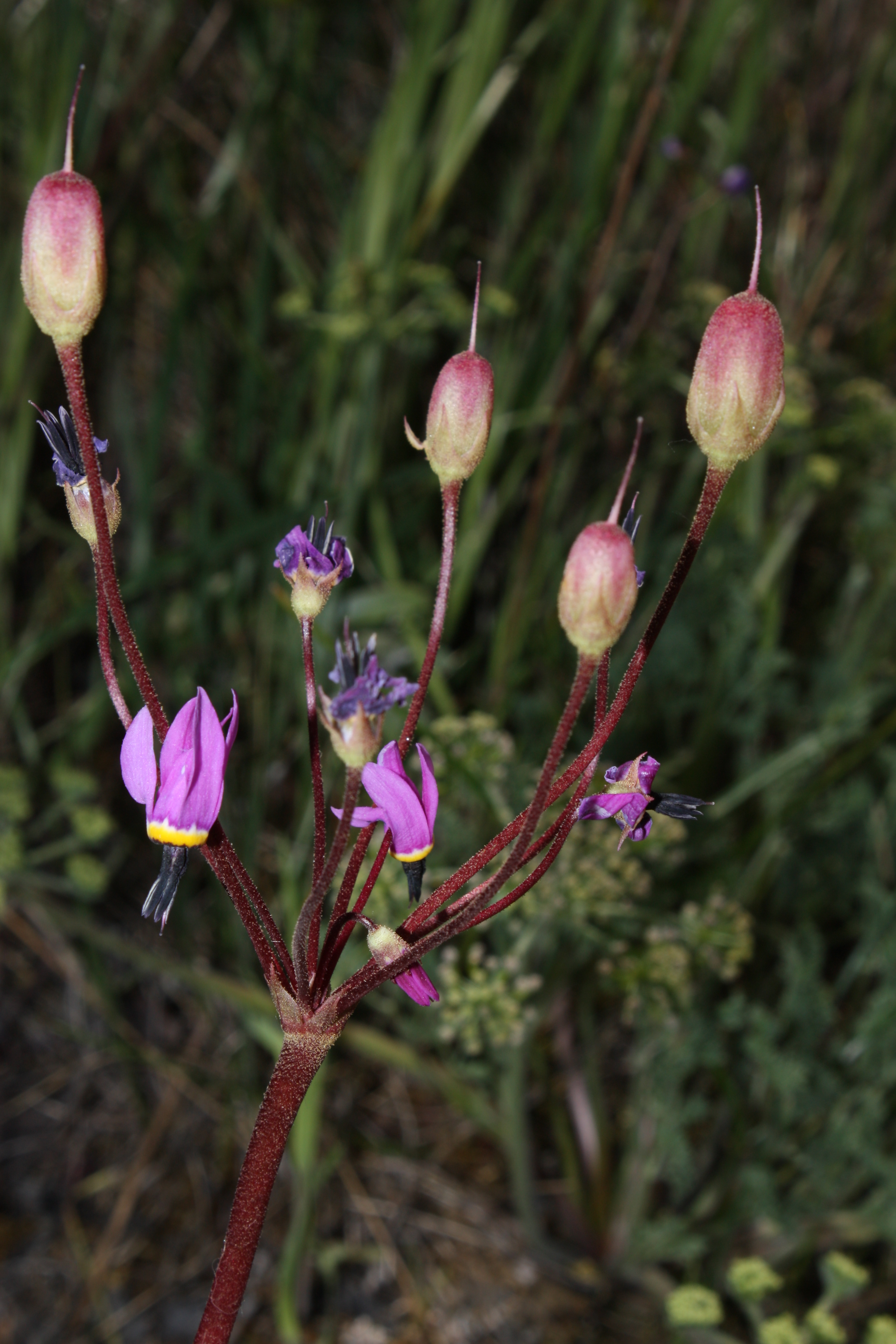